# Parafia św. Marcina w Kołobrzegu
Parafia pw. św. Marcina w Kołobrzegu – parafia rzymskokatolicka należąca do dekanatu Kołobrzeg, diecezji koszalińsko-kołobrzeskiej, metropolii szczecińsko-kamieńskiej. Siedziba parafii mieści się w Kołobrzegu. Parafia została założona w 1889, zniesiona w 1994 i związana unią personalną z parafią Wniebowzięcia Najświętszej Maryi Panny. Reaktywowana w 27 lutego 2001. Obsługiwana przez księży diecezjalnych.

## Miejsca święte

### Kościół parafialny
Kościół pw. św. Marcina w Kołobrzegu
Kościół parafialny w budowie od 2004 r.